# Kostel Narození Panny Marie (Štípa)
Chrám Narození Panny Marie ve Štípě je významným mariánským poutním místem na východní Moravě, spolu se sousedním klášterem, sochařskou výzdobou v okolí kostela a souborem památkově chráněných lip tvoří hodnotný architektonický celek nedaleko od Zlína.

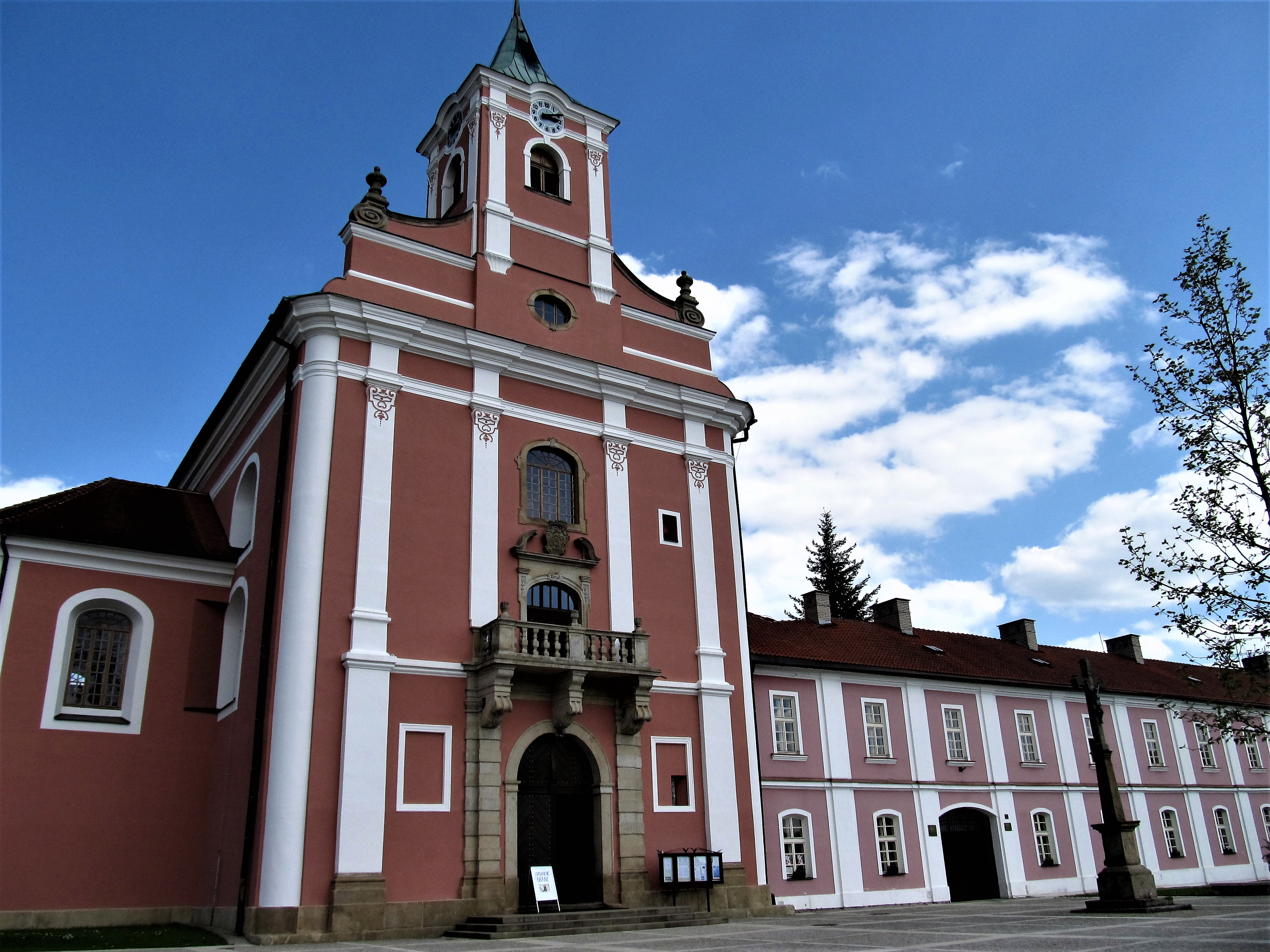
Poutní kostel Narození Panny Marie ve Štípě s karmelitánským klášterem

Chrám Narození Panny Marie ve Štípě patří k nejvýznamnějším poutním chrámům a příkladům barokní architektury.[zdroj⁠?!]

## Historie

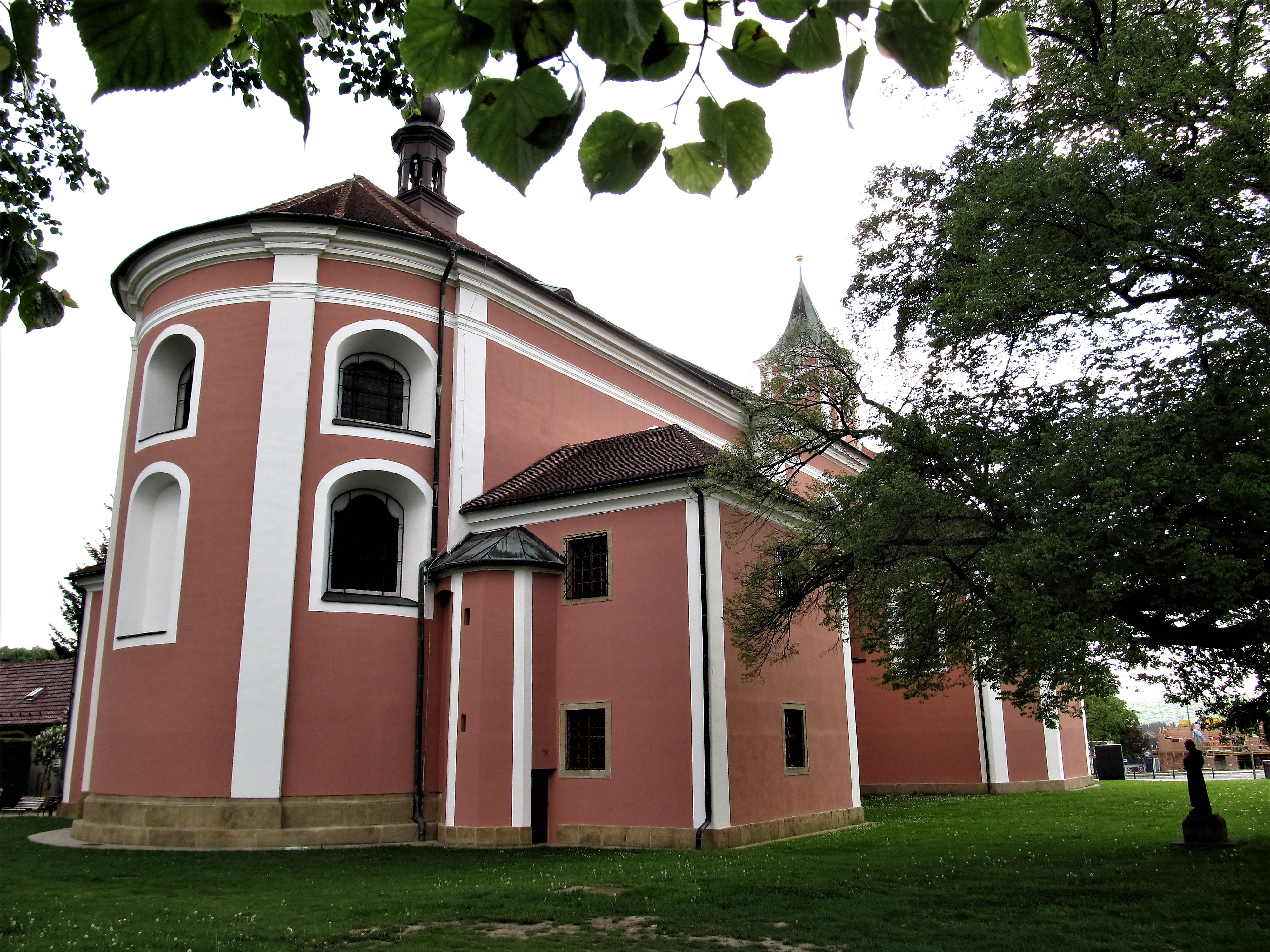
Zadní část kostela s presbytářem

Tradice poutí k posvátné sošce Panny Marie Štípské se datuje již do 14. století v souvislosti s jejím nálezem v okolních lesích. Pro ochranu sošky byla postavena kaple, pozdější hřbitovní kostel ve Štípě. Ten byl v rámci josefínských reforem zrušen a odsvěcen koncem 18. století, soška Panny Marie byla mezitím přemístěna do nového kostela Narození Panny Marie.
Zakladatelem kláštera a nového kostela byl v 17. století Albrecht z Valdštejna, tehdejší majitel lukovského panství. Založením kláštera naplnil přání své první manželky Lukrécie Nekšovny z Landeka, která zemřela v roce 1614. Zakládací listina kláštera je datována 1617 a z odkazu Lukrécie Nekšovny Albrecht z Valdštejna na jeho vznik věnoval 30 000 zlatých, statek ve Štípě, dva mlýny, právo těžby dřeva a kamene na celém lukovském panství, dále také nárok na rybolov.
Albrecht z Valdštejna již rok po smrti manželky přizval do Štípy italské umělce ke stavbě nového kostela (1615–1620), klášter ale odmítli převzít františkáni nebo jezuité, zakládací listinou z května 1617 byl nakonec udělen kartuziánům. Po Bílé hoře přesunul Valdštejn své majetkové zájmy do Čech a v roce 1623 Lukov prodal. Díky událostem třicetileté války i nezájmu dalších majitelů Lukova (Minkvicové) stavba poutního areálu postupovala jen pomalu, ke změně došlo až po roce 1724, kdy Lukov koupili Seilernové. Tento rod přizval k dokončení téměř zdevastovaného komplexu moravského stavitele Ignáce Josefa Cyraniho, kostel Narození Panny Marie byl vysvěcen v roce 1765 za účasti 35 000 poutníků.

## Popis

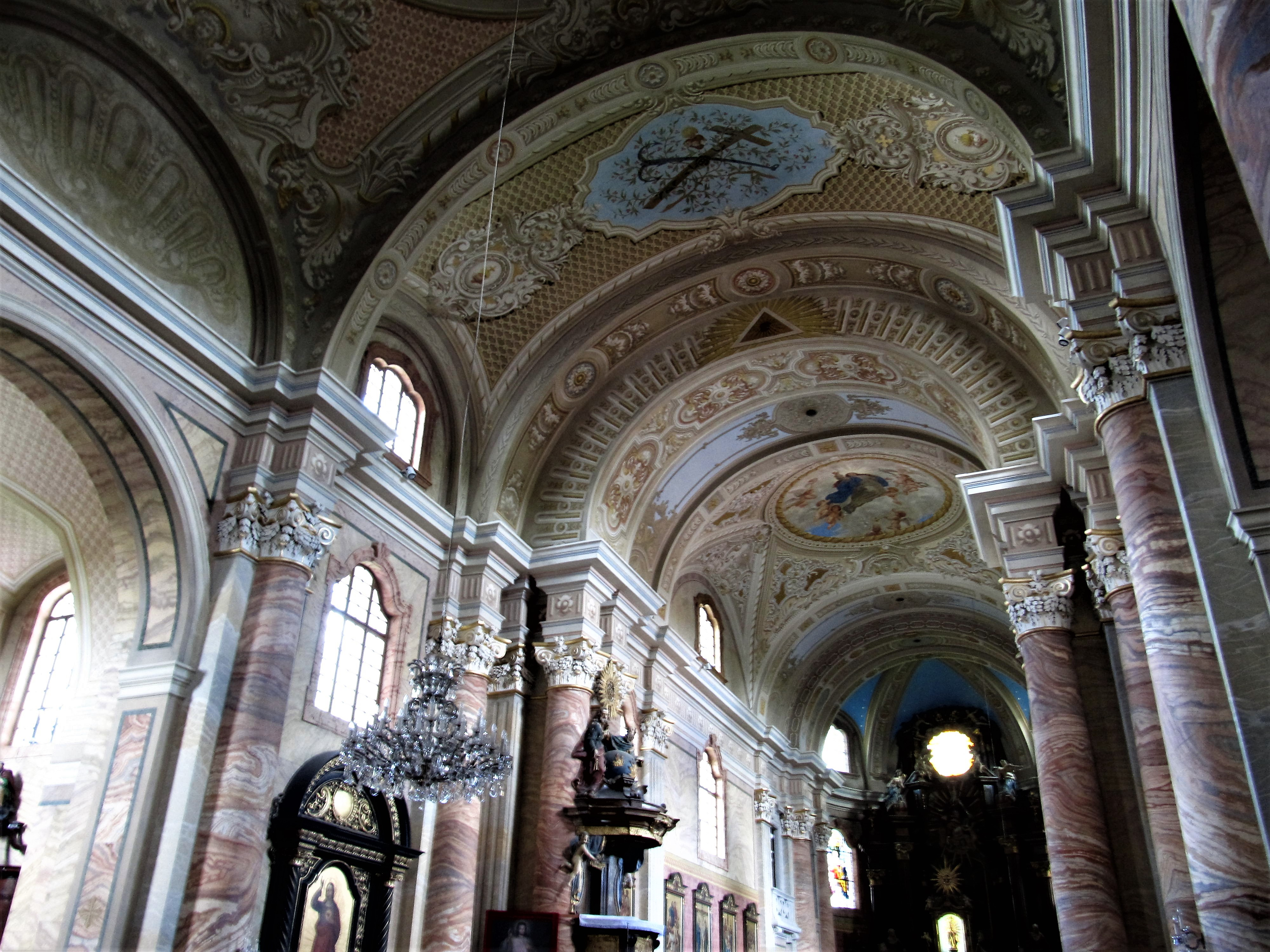
Interiér kostela

Poutní chrám Narození Panny Marie je jednolodní barokní stavba, která ve spojení se sousedním klášterem tvoří významný architektonický celek v rámci olomoucké arcidiecéze. Soška Panny Marie Štípské je umístěna v zasklené skříni na hlavním oltáři, po jehož boku jsou sochy sv. Cyrila a Metoděje, sv. Františka Serafínského a sv. Norberta. V apsidě za oltářem jsou sochy sv. Josefa, sv. Anny, sv. Jáchyma a sv. Alžběty. Po pravé straně chrámové lodi je mimo jiné socha sv. Bruna, zakladatele řádu kartuziánů, kteří byli prvními správci kostela.
Klenba kostela je zdobena malbami s výjevy ze života Panny Marie, křížová cesta pochází z roku 1905. V 18. a 19. století kostel sloužil jako hrobka rodu Seilernů, významným uměleckým dílem je mramorový náhrobek císařského diplomata hraběte Kristiána Augusta Seilerna z počátku 19. století po pravé straně chrámové lodi.

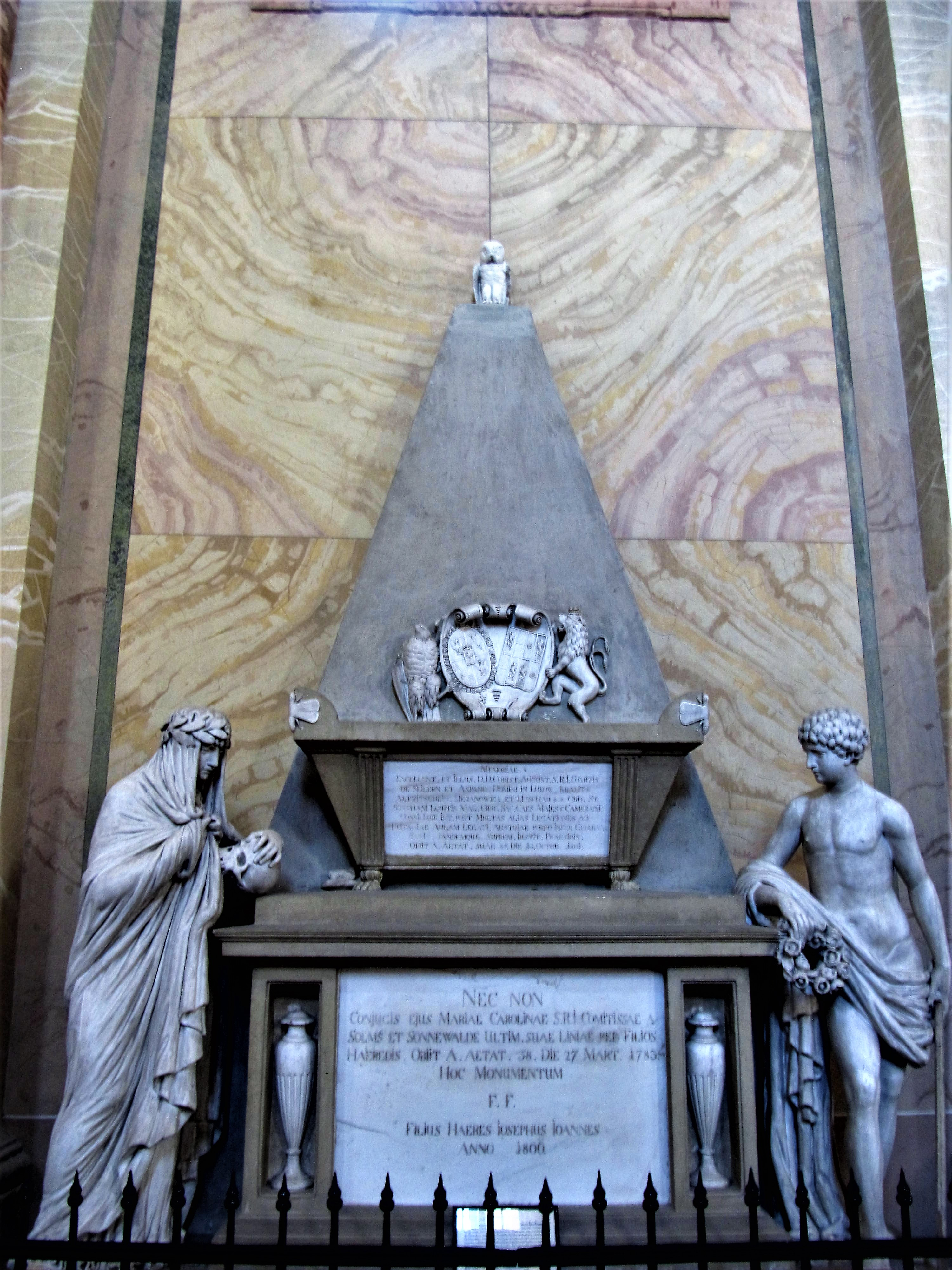
Náhrobek hraběte Kristiana Augusta Seilerna v kostele ve Štípě

## Současnost
Kostel je ve správě farnosti Štípa, nadřízeným celkem je děkanát ve Vizovicích a olomoucké arcibiskupství. Pravidelné bohoslužby se konají čtyřikrát týdně, hlavní pouť se koná o víkendu nejblíže svátku Narození Panny Marie (8. září). V rámci projektu Otevřené brány je interiér kostela přístupný veřejnosti každý den od května do září. Přilehlý klášter je od roku 1996 ve správě řádu karmelitánek, sídlí zde pod názvem Institut naší Paní z Karmelu.